# Tasuku Hiraoka
Tasuku Hiraoka (japanisch 平岡 翼 Hiraoka Tasuku; * 23. Februar 1996 in Kashihara) ist ein japanischer Fußballspieler.

## Karriere
Tasuku Hiraoka erlernte das Fußballspielen in der Schulmannschaft der Sakuyo High School. Seinen ersten Vertrag unterschrieb er 2014 beim FC Tokyo. Der Verein, der in der Präfektur Tokio beheimatet ist, spielte in der höchsten Liga des Landes, der J1 League. Die U23-Mannschaft des Vereins trat in der dritten Liga an. In der ersten Mannschaft kam er nicht zum Einsatz. 2018 spielte er 29-mal für die U23 in der dritten Liga. Im Januar 2019 wechselte er nach Utsunomiya zum Zweitligisten Tochigi SC. Für Tochigi stand er 17-mal in der zweiten Liga auf dem Spielfeld. Der FC Imabari, ein Drittligist aus Imabari, nahm ihn im Januar 2021 unter Vertrag.